# Arnon Grunberg
Arnon Yasha Yves Grünberg (Amsterdam, 22 februari 1971) is een Nederlandse literaire schrijver van voornamelijk romans, verhalen, essays, reportages en columns. Grunberg werd bekend met zijn debuutroman Blauwe maandagen uit 1994. In de jaren 2000-2005 publiceerde hij ook onder het heteroniem Marek van der Jagt. Sinds 2014 is Grunberg lid van de Akademie van Kunsten. Tot de vele prijzen die aan hem zijn toegekend, behoren de Constantijn Huygens-prijs voor zijn gehele oeuvre in 2009, de P.C. Hooft-prijs voor zijn romans en verhalen en de Johannes Vermeerprijs, beide laatste in 2022. Het juryrapport van de P.C. Hooft-prijs noemt hem 'een schrijver die ongeëvenaard is in ambitie, productiviteit en intellectuele kracht.'
De schrijfstijl van Grunberg kenmerkt zich door ironie, understatement, herhaling en een veelvuldig voorkomen van pakkende oneliners en aforistische zinnen met een algemene strekking. Zijn aan het nihilisme verwante thematiek behelst de onvoorspelbare grillen van het leven, waartegen de mens weerloos is. Overgeleverd aan het noodlot en een onoverzichtelijke werkelijkheid, proberen zijn personages zich staande te houden.
Grunberg zat enige jaren op het Vossius Gymnasium en had in zijn jeugd een korte acteurscarrière. Vanaf zijn debuut in 1994 is hij schrijver. De productiviteit van Grunberg is zo opmerkelijk dat daarover onderzoek bestaat: journalist Mark Schaevers rekende uit dat hij ongeveer tweeduizend woorden (emails, essays, columns, romantekst) per dag schreef in de maand dat Schaevers hem volgde; volgens literatuurwetenschapper Yra van Dijk heeft Grunberg tot 2018 'tenminste zeven miljoen woorden' geproduceerd.

## Levensloop

### Jeugd en familie
Grunberg is afkomstig uit een gezin dat zwaar getraumatiseerd is door de Tweede Wereldoorlog. Zijn moeder Hannelore Grünberg-Klein (1927-2015) overleefde Auschwitz, waar ze naar eigen zeggen betrekkelijk goed werd behandeld. Zijn vader, Hermann Grünberg (1912-1991), zat op talrijke adressen ondergedoken. Arnon Grunberg heeft één oudere zus, Maniou-Louise (1963). In 1982 emigreerde zijn zus naar Israël, waar zij inmiddels met haar gezin in een nederzetting nabij Ramallah een strikt orthodoxe levensstijl volgt. Grunberg zelf zwoer aan het eind van zijn puberteit elke vorm van religie af. Grunberg volgde het Amsterdamse Vossius Gymnasium, maar werd in 1988 van school gestuurd, nadat hij voor de tweede keer was blijven zitten. Daarna werkte hij onder meer als jongste bediende bij een apotheek en als bordenwasser.

### Acteur en uitgever
De jonge Grunberg wilde acteur worden. Hij speelde een bijrol ('puber') in De kassière (1989) van Ben Verbong, en de hoofdrol in de korte speelfilmkomedie De kut van Maria van de Nederlandse filmer Cyrus Frisch (1991, 9 minuten). Op de set van die film, in 1989, besefte hij dat acteerwerk niet zo leuk was als hij hoopte; hij kon niet tegen de strakke schema's, de drukte en de vele mensen om hem heen. Wel speelde hij jaren later nog een bijrol in de film Het 14e kippetje van Hany Abu-Assad (1998), waarvoor hij ook het script had geschreven.
Voordat hij in 1994 doorbrak als schrijver, had hij een kleine uitgeverij, Kasimir. In 1991 kreeg hij een toneelschrijfopdracht van het Amsterdams Fonds voor de Kunsten.

### Schrijver
Op 23-jarige leeftijd debuteerde Grunberg bij Nijgh & Van Ditmar met Blauwe maandagen, een sterk autobiografische roman, waarin onder andere de oorlogservaringen van zijn ouders aan bod komen. Het boek werd een internationaal succes: in Nederland werd het bekroond met de Anton Wachterprijs voor het beste debuut en het Gouden Ezelsoor voor het best verkochte debuut. Het werd vertaald naar het Engels, Duits, Deens, Italiaans, Frans, Spaans, Tsjechisch, Zweeds en Japans. Met zijn tweede roman, Figuranten (1997), bevestigde hij zijn talent, alhoewel de ontvangst van deze roman minder enthousiast was dan bij Blauwe maandagen. Meteen liet Grunberg zijn polemische karakter zien; na een negatieve recensie van Hans Goedkoop in de NRC dreigde Grunberg zijn medewerking aan de krant te staken zolang Goedkoop voor de krant mocht blijven schrijven. Uiteindelijk trok Grunberg zelf dit dreigement in.
De Stichting CPNB nodigde Grunberg uit om het Boekenweekgeschenk 1998 te schrijven. Dit boek, De heilige Antonio, verscheen in maart 1998. Tegelijkertijd kwam Grunbergs essaybundel De troost van de slapstick uit. Dit boek werd bekroond met het Charlotte Köhler Stipendium 1998. In het najaar van 1998 kwam de film Het 14e kippetje van Hany Abu-Assad uit, waarvan Grunberg het scenario had geschreven. Ook schreef hij het toneelstuk You are also very attractive when you are dead, dat werd opgevoerd in Düsseldorf, door een groep jonge Duitse en Israëlische acteurs.
In het voorjaar van 1999 verscheen Grunbergs dichtbundel Liefde is business. In april 2000 verscheen zijn derde roman, getiteld Fantoompijn. De besprekingen van deze roman waren ook weer lovend en de roman won de AKO Literatuurprijs 2000 en werd genomineerd voor de Gouden Uil 2001. In 2000 kwam ook de roman De geschiedenis van mijn kaalheid van Marek van der Jagt uit; al snel bleek dat Grunberg achter die naam schuilging, maar niet voordat bekend werd gemaakt dat Van der Jagt de Anton Wachterprijs had gewonnen. Uiteindelijk is de debuutprijs niet uitgereikt, waarop Grunberg als Van der Jagt aan de jury schreef: 'U was van plan mijn boek te bekronen, niet mijn existentie.'
In april 2001 kwam bij Athenaeum-Polak & Van Gennep De Mensheid zij geprezen, Lof der Zotheid uit. De roman won de Gouden Uil 2002. In 2002 bracht Grunberg ook een tweede roman uit onder het heteroniem Marek van der Jagt: Gstaad 95-98.
In juni 2003 verscheen De asielzoeker. Deze vierde roman is bekroond met de AKO Literatuurprijs 2004 en genomineerd voor de Gouden Uil 2004. In 2007 maakten studenten Nederlandse taal en cultuur van de Universiteit Leiden hiervan een toneelbewerking die een aantal malen werd uitgevoerd. De Bijenkorf nodigde Grunberg uit het boekenweekgeschenk 2004 voor het warenhuis te schrijven. Deze novelle, getiteld Het aapje dat geluk pakt, verscheen in maart 2004. Tegelijkertijd verscheen bij Nijgh & Van Ditmar Grunberg rond de wereld, een verzameling van Grunbergs reisverhalen uit NRC Handelsblad.

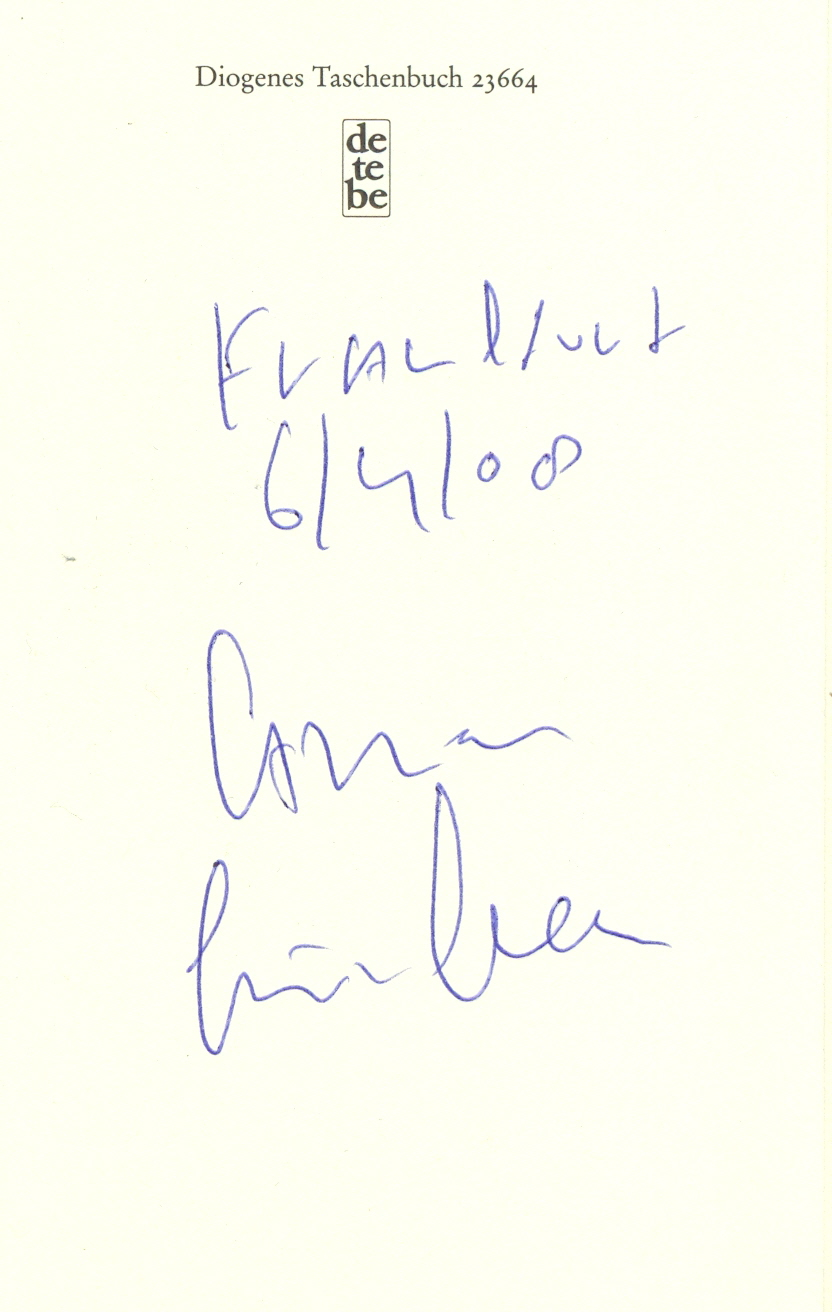
Handschrift van Grunberg.

In 2005 publiceerde hij onder de naam Marek van der Jagt een essay over de filosoof Otto Weininger, de joodse schrijver van het antisemitische boek Geslacht en karakter, die in 1903 zelfmoord pleegde. Grunberg/Van der Jagt betoogt in zijn essay dat Weininger verstrikt is geraakt in het onderscheid tussen het creëren van kunst en het creëren van een persoonlijke identiteit. Hij beëindigt het essay Otto Weininger of Bestaat de jood? met de voetnoot: "Dit is het laatste boek waarop de naam Marek van der Jagt zal prijken. Hij heeft geen functie meer, en daarmee ook geen identiteit. Hij moet doen wat ik nog niet kan: sterven." In hetzelfde jaar publiceerde Grunberg zijn vijfde roman: De joodse messias. Ook presenteerde hij het televisieprogramma RAM voor de VPRO, waarin hij onder andere de Oostenrijkse schrijfster Elfriede Jelinek interviewde.
Zijn veelbesproken roman Tirza, over de allesomvattende liefde van een vader voor zijn dochter, werd bekroond met de Libris-literatuurprijs, de Gouden Uil en de Vijfjaarlijkse prijs voor proza van de Koninklijke Academie voor Nederlandse Taal- en Letterkunde. De filmrechten van de roman werden verkocht aan Cedenza Films. Het scenario werd geschreven door Rudolf van den Berg die ook de regie op zich heeft genomen. De film ging op 22 september 2010 in première op het Nederlands Film Festival. In 2010 bracht het Nationale Toneel deze roman ook als toneelstuk op de planken. In een grote enquête onder Nederlandse recensenten, academici en schrijvers over de '21 belangrijkste romans van de 21ste eeuw', gehouden door het weekblad De Groene Amsterdammer, eindigde Tirza op de eerste plek, voor De welwillenden van Jonathan Littell en Saturday van Ian McEwan.
In september 2008 kwam zijn zevende roman, Onze Oom, uit bij uitgeverij Lebowski. Deze roman werd gemengd ontvangen. Grunberg presenteerde het boek in het Belgische Eupen. In een aankondiging hiervoor had Grunberg aangegeven nooit meer in Nederland te zullen verschijnen op literaire aangelegenheden. Grunberg liet in november 2007 weten zich uit het openbare literaire leven terug te trekken na een relletje tijdens de uitreiking van de AKO Literatuurprijs. Collega-schrijver A.F.Th. van der Heijden weigerde toen in een ruimte met Grunberg te verkeren, nadat deze in een open brief Van der Heijden en diens zoon had beledigd.
In september en oktober 2008 gaf Grunberg als gastschrijver aan de Universiteit Leiden colleges aan studenten. Tevens verzorgde hij op 2 september 2008 de Bert van Selm-lezing en als afsluiting van zijn collegereeks op 14 oktober 2008 de Albert Verweij-lezing. In september en oktober 2009 was hij gastschrijver aan de Wageningen University.
Eind 2010 verscheen zijn achtste roman sinds 1994: Huid en Haar. Deze behaalde zowel de shortlist van de Libris Literatuurprijs als die van de AKO Literatuurprijs.
Van maandag 29 maart 2010 tot en met woensdag 16 mei 2018 schreef hij een dagelijkse column Voetnoot op de voorpagina van de Volkskrant. Grunberg is ook columnist voor Vrij Nederland, het mensenrechtenmagazine Wordt Vervolgd, de VPRO-gids en tot 2024 Humo, waar hij in augustus 2024 stopt na 25 jaar. De aanleiding daarvoor is de column in het weekblad waarin Herman Brusselmans schreef dat de Gaza-oorlog hem zin gaf geweld tegen Joden te gebruiken. Voor Grunberg is dat de satire voorbij. Verder is hij vaste medewerker van NRC Handelsblad.
Arnon Grunberg schreef het Groot Dictee der Nederlandse Taal van 2011 en nam Sigmund Freud als thema. Zelfverminking was de titel van zijn dictee dat door velen als te gemakkelijk werd beschouwd.
In 2011 stond Arnon Grunberg zelf op het toneel in het stuk Am Ziel (geschreven door Thomas Bernhard) van het Theaterproductiehuis Zeelandia onder regie van Judith de Rijke. In 2013 werd Grunbergs roman De man zonder ziekte op het Bal der Geweigerden uitgeroepen tot het meest overschatte boek van het jaar. Hiervoor kreeg het boek de Zwarte Bladzij 2013.
Begin 2020 verscheen Bezette gebieden, dat "dat de grenzen verkent van religie, integriteit en de waarheid". In dit boek figureert wederom Otto Kadoke, de grensoverschrijdende psychiater uit het in 2016 verschenen Moedervlekken.
Voorafgaand aan de dodenherdenking 2020 op de Dam sprak Grunberg de 4 mei-lezing uit in de Nieuwe Kerk.

### Holocaust Literatuurprijs
In oktober 2019 riep Grunberg lezers op verhalen te schrijven voor de door hem op te richten driejaarlijkse Nederlandse Spoorwegen Holocaust Literatuurprijs, als een tegenhanger van de NS Publieksprijs. In 2021 werd de eerste Holocaust Literatuurprijs toegekend aan Guida Joseph voor De rode draad. In 2023 werd de tweede Holocaust Literatuurprijs uitgereikt aan Wally de Lang voor haar boek De razzia’s van 22 en 23 februari 1941 in Amsterdam – het lot van 389 Joodse mannen.

## Schrijfstijl
Het gebruik van humor werd vanaf het debuut opgemerkt als een belangrijk bestanddeel van de schrijfstijl. Dit effect wordt verkregen door onder meer understatement en ironie, maar ook door de verhouding van het perspectief van de verteller tegenover de verhaalgebeurtenissen. Andere kenmerken zijn herhaling, overdrijving en woordspelingen. Doeschka Meijsing vond de verweving van ernst en humor een indrukwekkend kenmerk. In de tweede roman, Figuranten, sorteert de afstandelijke vertelwijze met veel understatement een slapstick-effect. Niet de inhoud maakt de roman bijzonder, aldus Piet Grijs, maar de toon en het tempo van de schrijfstijl van Grunberg, met herhaling als opvallendste kenmerk.
In Grunbergs derde roman, Fantoompijn, worden details die er nauwelijks toe doen uitvergroot en scènes op een ongebruikelijke wijze tegen elkaar afgezet, wat een verhaalwereld oplevert waarin iedereen gek en eenzaam lijkt. Recensenten wezen opnieuw op de onvervreemdbaar eigen toon van Grunberg en ook op de 'kernachtige' of 'treffende' zinnen.
Een hechte compositie kent de roman Tirza, waarin volgens onderzoeker Yra van Dijk bijna 'alles is gespiegeld of aangekondigd in eerdere gebeurtenissen.' Herhaling en ironie zijn kenmerkend, maar ook 'aforismen en levenswijsheden' als: 'Alle werkelijke vrijheid is geld, en als geld geen vrijheid kan kopen, is er gewoon niet genoeg geld.' Beschrijvingen zijn er weinig en de lezer is aangewezen op het perspectief van Hofmeester, zodat hij niet kan ontsnappen aan diens 'verwrongen wereld'.
De schrijfstijl van De man zonder ziekte is volgens onderzoeker Rick Honings 'nog puntiger en bondiger' dan die van Grunbergs eerdere romans. Aforismen en oneliners, bij verschijning van deze roman allang uitgegroeid tot een belangrijk stijlkenmerk van de auteur, zijn ook in dit boek aanwezig, bijvoorbeeld: 'Niet liefde, wraak maakt blind.' Grunberg laat karaktereigenschappen zien in plaats van ze te benoemen, bijvoorbeeld het perfectionisme van het personage Nina: 'Als ze is uitgespeeld eten ze sinaasappelcake waarop ze olijfolie heeft gesprenkeld om hem minder droog te maken.'
De kritiek merkte op dat Grunberg zijn stijl en techniek steeds verder vervolmaakt, maar reageerde ook enigszins verveeld: volgens Arjen Fortuin naderde Grunberg de perfectie, 'die van de weeromstuit voorspelbaar kan worden.' Marja Pruis van De Groene Amsterdammer schreef: 'Het lijkt alsof hij iedere keer hetzelfde schrijft, maar dan met andere namen.'

## Thematiek
In Grunbergs debuutroman Blauwe maandagen staat de overgang van jeugd naar volwassenheid centraal, die een 'besef van de onvolkomenheid en inhoudsloosheid van het leven' met zich meebrengt. De verwijdering van school betekent voor Arnon, de protagonist, een bevrijding, die in het tweede deel van de roman wordt verwoord aan de hand van een citaat van Bob Dylan: 'I was so much older then, I'm younger than that now'. Met betrekking tot zijn joodse opvoeding betekent de roman zelfs 'een ware afrekening'. Bevrijd van alle verwachtingen en sentimentaliteit bereikt Arnon 'de nulgraad van het leven', waar mensen inwisselbaar zijn, overgeleverd aan de grillen van het bestaan. Kortom het leven als 'ontluisterende aangelegenheid.' De titel van Grunbergs tweede roman, Figuranten, is programmatisch: het leven heeft niets anders dan 'een onaanzienlijke bijrol' in petto, welke verwachtingen jonge mensen er ook van hebben. De iets oudere verteller, Ewald, koestert een diep wantrouwen tegen 'alles wat maar enigszins riekt naar belofte, sentiment of ideaal.'
De verhouding tussen taal en werkelijkheid staat centraal in Fantoompijn. De verteller, de schrijver Mehlman, heeft zich teruggetrokken in een eigen werkelijkheid, waardoor hij het bestaan ervaart alsof hij de hoofdpersoon is van een boek of toneelstuk. Hij is niet meer in staat in de werkelijkheid banden met andere mensen aan te gaan, wat resulteert in een sterk gevoel van gemis. Recensent Hans Goedkoop zag in de roman een breuk met het eerdere werk van de auteur: niet langer zou er sprake zijn van 'een leeg spel', maar van een moraal.
Bij de roman Tirza werd in recensies gewezen op het 'maatschappelijk gehalte' ervan. Volgens Van Dijk is deze roman Grunbergs onderzoek naar wat iemand die door het nihilisme 'heen is gegaan' nog kan voelen. Zij wijst erop dat Hofmeester Tirza Aantekeningen uit het ondergrondse van Dostojevski voorleest. De personages voelen nog steeds liefde en slagen er zodoende niet in zich los te maken van het humanisme.
In De man zonder ziekte komt Samarendra Ambani, met zijn hygiëne en neutraliteit het cliché van een Zwitser, dat de grillen van het leven niet te ontlopen zijn. Gerechtigheid bestaat nergens op de wereld: zijn vader heeft de pech bij een afdaling te verongelukking, zijn zuster Aida kan er niets aan doen dat zij een spierziekte heeft en hemzelf treft het noodlot dat hij schuldig wordt bevonden. Een ander thema is de interpretatie van de werkelijkheid. De werkelijkheid is onkenbaar en de lezer komt er niet achter of Sam nu wel of geen spion is. Volgens onderzoeker Honings zijn er impliciete verwijzingen naar het werk van Franz Kafka. Zo overkomt Sam precies wat in de openingszin van Het proces staat. De thematiek, en de uitwerking ervan, vertoont volgens Honings ook sterke overeenkomst met de roman De donkere kamer van Damokles van Willem Frederik Hermans: 'Net als Osewoudt raakt Sam verstrikt in de werkelijkheid die hij niet kan overzien en wordt hij van iets beschuldigd zonder dat hij in staat is om zijn onschuld te bewijzen.'
Criticus Rob Schouten merkte op dat de vraag bij een nieuwe roman van Grunberg vooral is hoe diep hij nu weer in 'humanistische gemeenplaatsen' boort.

## Persoonlijk leven
Arnon Grunberg is ongehuwd. Via zijn ex heeft hij een petekind, geboren in 2004, dat hij in zijn teksten Baby Rat noemt. Eerder had hij onder anderen een relatie met Aaf Brandt Corstius, die sindsdien in zijn werk figureert als Aap. In zijn jonge jaren bleef zijn liefde voor actrice Johanna ter Steege onbeantwoord. In een interview in 2019 onthulde de auteur Niña Weijers een relatie te hebben met Grunberg. Ze hebben samen een zoon, geboren in 2021. Zijn petekind en dit kind staan op dezelfde manier in zijn testament, vertelde hij in 2021. Zijn rechten wilde hij onderbrengen in een stichting, "want je wilt het je ergste vijand niet aandoen schrijversweduwe te worden. Ik heb de weduwe Vestdijk ontmoet, dat was voldoende."
Zijn moeder Hannelore Grünberg-Klein speelde een belangrijke rol in zijn leven en werk. In mei 2015 werd de documentaire Moeder & Grunberg uitgezonden bij de Joodse Omroep. Het is een film over de intieme relatie tussen Arnon Grunberg en zijn moeder die in 2015 overleed.

## Erkenning
Een deel van het prijzengeld van de AKO Literatuurprijs besteedde Grunberg in 2004 aan de uitgave van Roland Topor, een keuze uit diens romans, verhalen en tekeningen.
Van het prijzengeld dat Grunberg won met Tirza bekostigde hij in 2009 de vertaling van Heinrich Heines Duitsland, een wintersprookje en andere gedichten (vertaling: Peter Verstegen).
Sinds juni 2010 verschijnt bij uitgeverij Ekstreem naar analogie van het Hermans-magazine het tijdschrift Blauwe Maandagen, dat is gewijd aan het leven en werk van Arnon Grunberg.
In 2014 werd Arnon Grunberg benoemd tot lid van de Akademie van Kunsten.
In november 2014 opende ter gelegenheid van het 25-jarig schrijverschap van Grunberg, de tentoonstelling Ich will doch nur, dass ihr mich liebt bij de Bijzondere Collecties van de Universiteit van Amsterdam. Bij de tentoonstelling verscheen een rijk geïllustreerd boek met dezelfde titel.

## Archief
Grunberg heeft zijn archief (typoscripten, correspondentie, agenda’s, notitieboekjes, video’s, documentatie- en promotiemateriaal) cadeau gedaan aan zijn bibliograaf Jos Wuijts. Deze heeft het overgedragen aan de Stichting Archief Arnon Grunberg. Het bestuur van deze stichting bestond in 2011 uit Jos Wuijts (bibliograaf van Grunberg), Johannes van der Sluis (secretaris van Grunberg), Vic van de Reijt (Grunbergs uitgever bij Nijgh & Van Ditmar) en Garrelt Verhoeven (hoofdconservator Bijzondere Collecties Universiteit van Amsterdam). In maart 2011 heeft de stichting het archief in bruikleen gegeven aan de afdeling Bijzondere Collecties van de Universiteit van Amsterdam.

## Prijzen
- 1994 - Rabobank Lenteprijs voor Literatuur voor Tina
- 1994 - Anton Wachterprijs voor Blauwe maandagen
- 1996 - Gouden Ezelsoor voor Blauwe maandagen
- 1998 - Charlotte Köhler Stipendium voor De troost van de slapstick
- 2000 - AKO-Literatuurprijs voor Fantoompijn
- 2000 - Anton Wachterprijs voor De geschiedenis van mijn kaalheid als 'Marek van der Jagt'
- 2002 - Gouden Uil voor De Mensheid zij geprezen, Lof der zotheid 2001
- 2004 - AKO Literatuurprijs voor De asielzoeker
- 2004 - F. Bordewijkprijs voor De asielzoeker
- 2007 - Gouden Uil voor Tirza
- 2007 - Libris literatuurprijs voor Tirza
- 2009 - Constantijn Huygensprijs voor zijn oeuvre
- 2010 - Frans Kellendonkprijs voor zijn oeuvre.
- 2011 - KANTL-prijs voor proza voor Tirza
- 2014 - Akademie van Kunsten benoeming tot lid
- 2017 - Gouden Ganzenveer[54]
- 2022 - P.C. Hooft-prijs 2022
- 2022 - Johannes Vermeerprijs 2022[55]

## Bestseller 60
| Boeken met noteringen in de Nederlandse Bestseller 60 | Jaar van verschijnen | Datum van binnenkomst | Hoogste positie | Aantal weken | Opmerkingen                                                      |
| ----------------------------------------------------- | -------------------- | --------------------- | --------------- | ------------ | ---------------------------------------------------------------- |
| De geschiedenis van mijn kaalheid                     | 2000                 | 21-04-2004            | 59              | 1            | onder zijn pseudoniem Marek van der Jagt                         |
| Otto Weininger of Bestaat de jood?                    | 2005                 | 06-04-2005            | 8               | 5            | onder zijn pseudoniem Marek van der Jagt                         |
| Gstad 95-98                                           | 2002                 | 25-05-2005            | 3               | 3            | onder zijn pseudoniem Marek van der Jagt                         |
| Tirza                                                 | 2006                 | 27-09-2006            | 6               | 100          |                                                                  |
| Kamermeisjes en soldaten                              | 2009                 | 25-02-2009            | 47              | 1            |                                                                  |
| Huid en Haar                                          | 2010                 | 03-11-2010            | 6               | 20           |                                                                  |
| De man zonder ziekte                                  | 2012                 | 30-05-2012            | 5               | 17           |                                                                  |
| Het bestand                                           | 2015                 | 04-03-2015            | 32              | 3            |                                                                  |
| Moedervlekken                                         | 2016                 | 11-05-2016            | 3               | 16           |                                                                  |
| Thuis ben je                                          | 2017                 | 10-05-2016            | 46              | 1            |                                                                  |
| Goede mannen                                          | 2018                 | 12-09-2018            | 5               | 4            |                                                                  |
| Bezette gebieden                                      | 2020                 | 15-01-2020            | 13              | 4            |                                                                  |
| Bij ons in Auschwitz                                  | 2020                 | 29-01-2020            | 8               | 9            |                                                                  |
| Als ze het over Marokkanen hebben                     | 2020                 | 21-10-2020            | 25              | 1            |                                                                  |
| De dood van Taormina                                  | 2021                 | 08-08-2021            | 3               | 5            |                                                                  |
| Vincent Mentzel. Foto's                               | 2021                 | 05-01-2022            | 55              | 1            | in samenwerking met Mattie Boom, Birgit Donker en Nicole Robbers |
| De vluchteling, de grenswacht en de rijke Jood        | 2023                 | 12-07-2023            | 7               | 11           |                                                                  |
| Zevenpoot                                             | 2024                 | 26-06-2024            | 16              | 6            | met illustraties van Thé Tjong-Khing                             |